# باونن
باونن هي بلدة هولندية بمقاطعة درينته. وهي جزء من بلدية بورخر- أودورن, وتقع حوالي 18 كم شمال إيمين.